# 雄州 (南唐)
雄州，中国古代的州，在今天安徽省天长市和江苏省南京市六合区一带。

## 历史
- 五代十国南唐保大十五年（公元957），割六合、天长置雄州。未几，以六合还隶扬州，以天长为雄州。南唐任命易文赟（或作易赟[1]）为雄州刺史[2]。当时后周攻南唐之战正在进行中。次年(即显德五年，958年），后周世宗第三次亲征。二月甲寅，雄州刺史易文赟举城投降后周[1]。
- 宋朝开宝八年（公元975），将雄州改为天长军，兼领天长县，属淮南路扬州。